# Дарна (фільм, 1991)
«Дарна» (Darna) — філіппінський супергеройський фільм 1991 року, знятий режисером Джоелем Ламанганом і сценаристом Френка Г. Рівери, заснований на філіппінському коміксному персонажі Дарні. Фільм був випущений компанією Viva Films 25 грудня 1991 року в рамках 17-го кінофестивалю Metro Manila.

## Сюжет
На початку XX століття дослідник Домініко Ліполіко в джунглях Амазонки знаходить зловісну реліквію, яка дарує йому безсмертя в обмін на поширення зла. У наш час Домініко, який видає себе за філантропа, переносить свою діяльність на Філіппіни, щоб поширювати свої злодіяння, вербуючи модельєра Валентайна та місцевого шанувальника і наділяючи їх силами Горгони та крилатого «Манананггала». Він також намагається завербувати Дарну, яка в мирному житті працює журналісткою на ім'я Нарда.
Валентайн заманює Дарну на захід, випускаючи змій, щоб убити глядачів. У відповідь Дарна приходить на допомогу. Вібора, домашня змія Валентайна, яка уміє розмовляти, виявляє перетворення Дарни на Нарду, що дозволяє Валентайну її схопити.
У своєму лігві Домініко змушує Дарну приєднатися до нього, погрожуючи її бабусі та братам і сестрам. Але йому заважають брати і сестри, які рятують Дарну до того, як вона повністю трансформується у потвору. Дарна рятує друзів Нарди — газетярів Джорджа і Бастера — від нападу Мананангала, вбиваючи її, заманюючи до церковного хреста. Валентайн випадково гине під час бійки з Дарною, коли Вібора мимоволі дає Валентайну бойову гранату, щоб той кинув її в Дарну. Потім Дарна стикається з Домініко, який виявляється втіленням диявола та чинить підпали. Спочатку він перемагає Дарну, але гине, коли вона хапає реліквію, яку він носить як намисто, і розбиває її, в результаті чого Домініко та його поплічники розпадаються в пил.

## Акторський склад
- Нанетт Медвед — Нарда/Дарна[2]
- Ніда Бланка — Лола Ізабель
- Еду Мансано — Домініко Ліполіко
- Пілар Пілапіл — Валентина[3]
- Тонтон Гутьєррес — Джордж
- Бінг Лойзаха — Імпакта/ Манананггал
- Денніс Паділья — Бастер
- Атонг Реділлас — Дінг
- Рубі Родрігез — Ноель Хав'єр
- Донна Круз — Саллі
- Тоні Ламбіно — Донг
- Денсіо Паділья
- Паоло Контіс — Молодий Донг
- Еррол Діонісіо
- Арчі Адамос
- Рей Вентура
- Хлопчик Рок
- Джун Ідальго
- Джим Пебанко
- Кармі Матік
- Гіла Альварес
- Роланд Монтес
- Вінья Моралес — Ангел

## Нагороди
| Рік      | Група                      | Категорія                   | Одержувач(і)  | Результат                   |
| -------- | -------------------------- | --------------------------- | ------------- | --------------------------- |
| 1991 рік | Кінофестиваль Метро Маніла | Кращий фільм                | Дарна         | Перемога (3rd Best Picture) |
| 1991 рік | Кінофестиваль Метро Маніла | Краща актриса другого плану | Тетчі Агбаяні | Перемога                    |
| 1991 рік | Кінофестиваль Метро Маніла | Кращий макіяж               | Сесіль Баун   | Номінація                   |
| 1991 рік | Кінофестиваль Метро Маніла | ращі візуальні ефекти       | Карлос Лакап  | Номінація                   |